# Liste de coureurs cyclistes morts en course
Cette page présente les principaux accidents mortels survenus pendant les courses cyclistes. Elle comprend les accidents de cross-country éliminatoire, de cyclisme sur piste, de cyclo-cross et de cyclisme sur route, mais ne retient pas les cyclistes morts à l’entraînement.
Jusqu'au début des années 2000, le casque n'est pas obligatoire dans le cyclisme professionnel sur route. La mort d'Andrei Kivilev le 12 mars 2003 pendant l'épreuve Paris-Nice déclenche la mise en place de cette obligation, effective à partir du 5 mai 2003.
Selon le rapport du Consumer Product Safety Commission (CPSC) en 2005, les trois sports ayant causé le plus de blessés aux États-Unis sont le football américain, le basket et le cyclisme. Néanmoins, juger de la dangerosité relative des sports est un exercice difficile. S'agissant du cyclisme, il arrive que des professionnels et des compétiteurs amateurs meurent dans des accidents impliquant des véhicules motorisés sur la voie publique. Au début du XXe siècle, les accidents mortels sont plus nombreux sur piste que sur route.
De plus, un nombre important de cyclistes meurent d'une crise cardiaque alors qu'ils participent à une course ou à un entraînement. Plus largement, on estime que dans la population générale, 20% des morts subites arrivent lors d’activité physique, liées à une pathologie cardiovasculaire préexistante, et donc pas à un accident. Enfin, certains décès sont imputables au dopage, notamment à la prise d'amphétamines : avant même le cas de Tom Simpson, mort en 1967 dans l'ascension du Ventoux, la question avait été soulevée en 1952 par le journaliste sportif Jean Leulliot.

## Accidents mortels survenus en course
| Nom                        | Date du décès     | Cause du décès                                      | Contexte                                                                                        | Notes et références |
| -------------------------- | ----------------- | --------------------------------------------------- | ----------------------------------------------------------------------------------------------- | --- |
| Samuele Privitera (en)     | 16 juillet 2025   | Chute                                               | 1re étape du Tour de la Vallée d'Aoste                                                          | Il meurt le soir-même, à l'hôpital régional de la Vallée d'Aoste. |
| Muriel Furrer              | 27 septembre 2024 | Chute                                               | Course en ligne féminine des juniors aux championnats du monde de cyclisme sur route 2024       | Elle meurt le lendemain de sa chute, à l'hôpital de Zurich, victime d'un grave traumatisme crânien. |
| André Drege                | 6 juillet 2024    | Chute                                               | Descente du Großglockner lors de la 4e étape du Tour d'Autriche                                 | [ 8 ] |
| Kota Ikarashi              | 8 septembre 2023  | Collision avec une voiture arrivant en sens inverse | Descente lors de la 1re étape du Tour de Hokkaido 2023                                          | Il meurt à l'hôpital. Le reste du Tour de Hokkaido est annulé. |
| Gino Mäder                 | 16 juin 2023      | Chute                                               | Descente du col de l'Albula lors de la 5e étape du Tour de Suisse 2023                          | Il meurt le lendemain de sa chute à l'hôpital de Coire. |
| Niels de Vriendt           | 4 juillet 2020    | Crise cardiaque                                     | Course d'entraînement à Wortegem-Petegem                                                        | Il meurt à l'hôpital,. |
| Giovanni Iannelli          | 7 octobre 2019    | Chute, percute un pylône                            | Sprint final sur le circuit de Molino dei Torti                                                 | Il meurt à l’hôpital deux jours plus tard. |
| Bjorg Lambrecht            | 5 août 2019       | Chute                                               | 3e étape du Tour de Pologne 2019                                                                | Il meurt à l'hôpital. |
| Kristen J. Oswald          | 28 juillet 2019   | Collision avec un semi-remorque                     | Compétition de triathlon longue distance dans l’Ohio                                            | [ 15 ] |
| Robbert de Greef           | 25 avril 2019     | Crise cardiaque                                     | Omloop van de Braakman                                                                          | Il meurt à l’hôpital après avoir été mis en coma artificiel. |
| Stef Loos                  | 18 mars 2019      | Collision avec une camionnette                      | Grand Prix Alfred-Gadenne                                                                       | La collision implique deux autres coureurs alors qu’une trentaine de participants avait quitté par erreur le parcours prévu,. |
| Michael Goolaerts          | 8 avril 2018      | Crise cardiaque                                     | Paris-Roubaix 2018                                                                              | Il meurt à l'hôpital, au CHRU de Lille. |
| Mathieu Riebel             | 20 octobre 2017   | Collision avec une ambulance                        | Descente du col de la Pirogue lors du Tour de Nouvelle-Calédonie                                | , |
| Chad Young                 | 28 avril 2017     | Chute                                               | Descente de la 5e étape du Tour of the Gila                                                     | Il meurt cinq jours plus tard des suites de ses blessures. |
| Mike Hall                  | 31 mars 2017      | Collision avec une automobile                       | Indian Pacific Wheel Race                                                                       | Il meurt après avoir parcouru un peu plus de 5 000 km sur les 5 500 km de distance. |
| Islam Nasser               | 20 mars 2017      | Infarctus                                           | Omnium des championnats d'Afrique sur piste                                                     | , |
| Yannick Lontsi             | 29 mai 2016       | Chute                                               | Sprint de la Nocturne d'Ongola à Yaoundé                                                        | Il meurt le lendemain de sa chute, des suites de ses blessures. |
| Daan Myngheer              | 28 mars 2016      | Crise cardiaque                                     | 1re étape du Critérium international de la route                                                | Il meurt à l'hôpital deux jours plus tard. |
| Antoine Demoitié           | 27 mars 2016      | Chute puis collision avec une moto suiveuse         | Gand-Wevelgem                                                                                   | Il meurt au CHR de Lille. |
| Sebastián Cancio           | 22 février 2015   | Insolation et déshydratation                        | Dernière étape de la Doble Bragado                                                              | Il s'écroule après avoir franchi la ligne d'arrivée à la 3e place. Il meurt quinze jours plus tard sans avoir repris connaissance. |
| Annefleur Kalvenhaar       | 23 août 2014      | Accident                                            | Course de cross-country éliminatoire à Méribel                                                  | Elle meurt des suites de l'accident. |
| Jeanné Nell                | 11 février 2014   | Chute                                               | Épreuve de keirin au Cap                                                                        | Il est le champion national de keirin lors de sa mort. |
| Wouter Dewilde             | 1er mai 2013      | Chute                                               | Course réservée aux coureurs sans contrat et aux espoirs                                        | Il meurt peu après la ligne d'arrivée. |
| Marcelo Gracés (de)        | 31 mai 2013       | Collision                                           | Phase finale du Tour d'Uruguay                                                                  | [ 30 ] |
| Junior Heffernan (en)      | 3 mars 2013       | Collision avec une voiture                          | Course de Severn Bridge Road dans le Gloucestershire                                            | [ 31 ] |
| Wouter Weylandt            | 9 mai 2011        | Chute                                               | Descente de la 3e étape du Tour d'Italie                                                        | Après avoir heurté le sol avec sa pédale dans un virage, il est éjecté 20 mètres plus loin. Il meurt sur le coup. |
| Thomas Casarotto           | 15 septembre 2010 | Collision avec une voiture                          | 3e étape du Tour du Frioul                                                                      | Il meurt 5 jours après sa collision, plongé dans le coma à l’hôpital d’Udine. |
| Bruno Neves                | 11 mai 2008       | Crise cardiaque                                     | Classica de Amarante, au Portugal                                                               | [ 34 ] |
| Pieter Ombregt             | 11 septembre 2007 | Accident                                            | Course cycliste à Matteson, dans l'Illinois                                                     | [ 35 ] |
| Isaac Gálvez               | 26 novembre 2006  | Chute                                               | Six Jours de Gand                                                                               | Il chute après un contact avec Dimitri De Fauw et heurte une balustrade. Il est réanimé sur place mais meurt lors de son transfert à la clinique de Gand. |
| Bob Breedlove              | 25 juin 2005      | Collision avec un camion                            | RAAM                                                                                            | [ 37 ] |
| Alessio Galletti           | 15 juin 2005      | Crise cardiaque                                     | Subida al Naranco en Espagne                                                                    | [ 38 ] |
| Tim Pauwels (nl)           | 26 septembre 2004 | Crise cardiaque                                     | Épreuve de cyclo-cross à Erpe-Mere, en Belgique                                                 | [ 39 ] |
| Brett Malin                | 17 juin 2003      | Collision avec un camion                            | Race Across America                                                                             | [ 40 ] |
| Andrei Kivilev             | 12 mars 2003      | Chute                                               | 2e étape de Paris-Nice                                                                          | Sa mort entraîne l'obligation du port du casque,. |
| Nicole Reinhart            | 17 septembre 2000 | Chute                                               | Course à Arlington, dans le Massachusetts                                                       | [ 42 ] |
| Magali Pache               | 3 septembre 2000  | Collision avec une voiture                          | Trophée d'or féminin                                                                            | La collision a lieu à l'issue de la course. |
| Saúl Morales (de)          | 28 février 2000   | Collision avec un camion                            | Tour d'Argentine                                                                                | [ 44 ] |
| Manuel Sanroma             | 19 juin 1999      | Chute                                               | 2e étape du Tour de Catalogne                                                                   | [ 45 ] |
| José Antonio Espinosa (es) | 19 octobre 1996   | Collision avec un organisateur de la course         | Critérium de Fuenlabrada, en Espagne                                                            | [ 46 ] |
| Fabio Casartelli           | 18 juillet 1995   | Chute                                               | Descente du col de Portet-d'Aspet lors de la 15e étape du Tour de France                        | [ 46 ] |
| Connie Meijer              | 17 août 1988      | Malaise puis crise cardiaque                        | Critérium aux Pays-Bas                                                                          | [ 47 ] |
| Michel Goffin              | 27 février 1987   | Chute                                               | Tour du Haut-Var                                                                                | Il chute de plusieurs dizaines de mètres dans un ravin. |
| Vicente Mata               | 17 février 1987   | Collision avec une voiture                          | Trophée Luis Puig                                                                               | [ 49 ] |
| Emilio Ravasio (it)        | 28 mai 1986       | Chute                                               | 1re étape du Tour d'Italie                                                                      | Il meurt deux semaines après sa chute. |
| Joaquim Agostinho          | 10 mai 1984       | Collision avec un chien                             | Tour de l'Algarve                                                                               | [ 51 ] |
| Karl Kaminski              | 10 août 1978      | Eclatement d'un pneu                                | Leipzig                                                                                         | [ 52 ] |
| Juan Manuel Santisteban    | 21 mai 1976       | Chute                                               | 1re étape du Tour d'Italie                                                                      | [ 53 ] |
| Manuel Galera              | 14 février 1972   | Accident                                            | 2e étape du Tour d’Andalousie                                                                   | Il est victime d’un saut de chaîne durant une ascension et se fracasse le crâne contre sa potence. |
| Jean-Pierre Monseré        | 15 mars 1971      | Collision avec une voiture arrivant en sens inverse | Sur la route de Lille à Gierle, lors du Grand Prix de la kermesse de Réthy                      | [ 54 ] |
| Radamés Treviño (en)       | 12 avril 1970     |                                                     | Course régionale entre Pachuca et Mexico                                                        | [ 55 ] |
| Fernand Wambst             | 9 septembre 1969  | Chute                                               | Epreuve derrière derny au vélodrome de Blois                                                    | Marcel Reverdy, l'entraineur de Jiri Daler, touche la balustrade et entraine dans sa chute Eddy Merckx et Wambst, l'entraineur de Merckx, qui décède sur le coup,. |
| José Samyn                 | 28 août 1968      | Collision avec un spectateur                        | Critérium à Zingem, en Belgique                                                                 | [ 53 ] |
| Roger De Wilde             | 23 septembre 1967 | Chute                                               | Course à Kemzeke                                                                                | Il perd le contrôle de son vélo. L'autopsie révèle une prise d'amphétamines,. |
| Valentín Uriona            | 30 juillet 1967   | Chute                                               | Championnat d'Espagne sur route                                                                 | Il meurt d'une commotion cérébrale. |
| Tom Simpson                | 13 juillet 1967   | Malaise et déshydratation                           | 13e étape (l'« étape de la soif ») du Tour de France                                            | Il meurt après un malaise dans l'ascension du Mont Ventoux. Il avait pris des amphétamines. |
| Marc Huiart                | 29 juillet 1962   | Collision avec un véhicule                          | Grand Prix de Fourmies                                                                          | Il meurt à l'hôpital des suites de ses blessures. |
| Alessandro Fantini         | 5 mai 1961        | Chute                                               | 6e étape du Tour d'Allemagne                                                                    | Il chute à l'arrivée et se fracture le crâne. Il est victime d'une hémorragie cérébrale. Les médecins constatent une prise d'amphétamines. Il meurt deux jours plus tard. |
| Knud Enemark Jensen        | 26 août 1960      | Chute                                               | 100 km contre-la-montre par équipe lors des Jeux olympiques d'été de 1960 à Rome                | Il est victime d'un coup de chaleur (la température avoisine les 42°), il chute, tombe dans le coma puis meurt peu après. Les analyses toxicologiques révèlent qu'il avait absorbé différents produits dopants, notamment des amphétamines. |
| Willy Lauwers              | 12 avril 1959     | Collision avec une moto                             | Entraînement pour le championnat national de demi-fond au vélodrome Tirador à Palma de Majorque | Il est écrasé par la moto conduite par Vincent Serra, l'entraîneur du stayer espagnol Juan Gomilla. |
| Russell Mockridge          | 13 septembre 1958 | Collision avec un bus                               | Tour du Gippsland                                                                               | [ 63 ] |
| Stan Ockers                | 1er octobre 1956  | Chute                                               | Piste du Palais des sports (Sportpaleis) d’Anvers                                               | Au cours d'une course sur piste au Palais des sports d’Anvers, le champion du monde de course sur route de 1955 n'a pas vu qu'Ernest Sterckx était revenu sur la piste après un incident mécanique. Ockers regarde derrière lui et percute son adversaire. Il plonge alors dans le coma et meurt 2 jours plus tard à l’hôpital,.                                   |
| Francisco Alomar           | 9 août 1955       | Accident                                            | Près d'Orense lors du Tour de Galice                                                            | |
| Jean-Claude Dielen         | 12 juillet 1952   | Collision avec un platane                           | Descente en tête de la côte de Fanjeaux lors du championnat de France sur route amateur         | , |
| Erich Metze                | 28 mai 1952       | Chute                                               | Roue d'Or d'Erfurt                                                                              | [ 68 ] |
| Orfeo Ponsin (it)          | 20 mai 1952       | Collision avec un arbre                             | Descente près de Bracciano lors de la 4e étape du Tour d'Italie entre Sienne et Rome            | C'est la première victime sur le Tour d'Italie. |
| Rudi Mirke (de)            | 10 décembre 1951  | Chute                                               | Six Jours de Berlin                                                                             | [ 69 ] |
| Serse Coppi                | 29 juin 1951      | Chute                                               | Tour du Piémont                                                                                 | [ 70 ] |
| Camille Danguillaume       | 26 juin 1950      | Collision avec une moto                             | Vers la fin du Championnat de France à Montlhéry                                                | [ 53 ] |
| Gerard van Beek (en)       | 15 mars 1951      | Chute                                               | Six Jours de Berlin                                                                             | [ 71 ] |
| Paul Kroll (de)            | 8 novembre 1949   | Chute                                               | Six Jours de Berlin                                                                             | [ 72 ] |
| Paul Chocque               | 4 septembre 1949  | Chute                                               | Parc des Princes                                                                                | Il chute après l'éclatement d'un pneu en plein virage. |
| Léon Level                 | 26 mars 1949      | Chute                                               | Entraînement de demi-fond au Parc des Princes                                                   | Il chute après l'éclatement du pneu arrière de la moto de son entraîneur Ernest Pasquier. |
| Richard Depoorter          | 16 juin 1948      | Collision avec la paroi d'un tunnel                 | Dans un virage du Tour de Suisse 1948                                                           | [ 74 ] |
| André Hardegger (de)       | 11 juin 1945      | Chute                                               | Épreuve de demi-fond au Vélodrome de Zurich-Oerlikon                                            | Il meurt à l'hôpital un jour plus tard. |
| Hefty Stuart (en)          | 9 décembre 1938   | Collision avec une moto                             | Course à handicap derrière motos, vélodrome de Melbourne                                        | Il chute après la crevaison de son pneu avant. Peu avant l'arrivée, il est percuté par une moto. Il meurt à l'hôpital deux semaines plus tard. |
| Adrien Buttafocchi         | 29 juin 1937      | Collision avec une voiture arrivant en sens inverse | Descente dans l'Esterel lors du Grand Prix d'Antibes                                            | Il meurt des suites de ses blessures,. |
| André Raynaud              | 20 mars 1937      | Chute                                               | Palais des Sports d'Anvers (Belgique)                                                           | À la suite de l'éclatement d'un pneu, il tombe et glisse sur la piste. L'entraîneur de l'Italien Severgnini parvient à l'éviter, mais la moto de Pasquier, qui entraîne le Belge Ronsse, passe sur la poitrine du français. Grièvement blessé, il est transporté au quartier des coureurs où un médecin constate son décès.                                        |
| Giulio Bartali (it)        | 16 juin 1936      | Collision avec une voiture arrivant en sens inverse | Course en Toscane                                                                               | [ 79 ] |
| Rafael Pou Sastre (es)     | 28 mai 1936       | Accident                                            | Entraînement derrière une moto au vélodrome de Tirador à Palma de Majorque                      | Il meurt des suites de ses blessures. |
| Francisco Cepeda           | 14 juillet 1935   | Chute                                               | Descente du col du Galibier, lors de la 7e étape du Tour de France                              | Il est le premier coureur à laisser sa vie sur les routes du Tour de France et d’un grand tour en général,. |
| Achiel Dermaux             | 13 mai 1935       | Accident                                            | 14e édition de Paris-Lille                                                                      | 10e sur la ligne d'arrivée, il chute en s'accrochant au fil de la sonorisation. Il meurt le lendemain des suites de ses blessures. |
| José Nicolau (es)          | 19 novembre 1934  | Chute                                               | Série éliminatoire du championnat d'Espagne de demi-fond                                        | Il chute en raison d'une perte de contrôle de son vélo. Il meurt des suites de ses blessures à l'hôpital de Palma. |
| Emil Richli                | 13 mai 1934       | Chute                                               | Piste                                                                                           | [ 84 ] |
| Georges Lemaire            | 29 septembre 1933 | Chute                                               | Championnats de Belgique de cyclisme sur route                                                  | [ 85 ] |
| Jean Cugnot                | 25 juin 1933      | Chute                                               | Série du Prix Émile Friol à la Cipale                                                           | Sa chute est provoquée par l'éclatement de son pneu avant. |
| Georg Pawlack              | 11 juin 1933      | Chute                                               | Grand Prix du demi-fond                                                                         | Il dévie, tombe et se fait écraser par l'engin de l'entraîneur qui le suit. Il meurt quelques plus tard à l'hôpital Saint Elisabeth à Halle-sur-Saale. |
| Aubert Winsingues          | 31 mai 1932       | Chute                                               | Compétition de demi-fond au Vélodrome du Croisé Laroche à Marcq-en-Baroeul                      | Il meurt deux jours plus tard à l'hôpital de Lille. |
| Franz Krupkat              | 1er juin 1927     | Chute                                               | Course à Leipzig                                                                                | Sa chute est provoquée par l'éclatement de son pneu avant en sortie de virage, à plus de 90 km/h. Une fracture du crâne lui est diagnostiquée, il meurt dans la nuit sans avoir repris connaissance. |
| Gustave Ganay              | 23 aout 1926      | Chute                                               | Parc des Princes                                                                                | Sa chute est provoquée par l'éclatement de son pneu avant en sortie de virage. |
| Adolf Huschke              | 28 août 1923      | Chute collective                                    | Rund um Berlin                                                                                  | Il meurt deux jours plus tard. Un monument est érigé en 1924 à l'endroit de celle-ci. |
| Emanuel Kudela             | 22 septembre 1920 | Chute                                               | Course en tandem qu'il dispute avec Oscar Schwab (en), sur la piste de l'Olympiabahn de Berlin  | Il meurt des suites de sa chute. |
| Peter Günther              | 7 octobre 1918    | Chute                                               | Grand Prix d'automne de Düsseldorf                                                              | Il chute à cause de l'éclatement du pneu arrière de la moto de son entraîneur. Il meurt le lendemain. |
| Louis Darragon             | 28 avril 1918     | Chute                                               | Grand Prix de l'heure au Vélodrome d'Hiver                                                      | Sa chute est provoquée par la rupture d’une pédale. |
| Richard Scheuermann        | 8 septembre 1913  | Accident                                            | 100 kilomètres sur la piste de Cologne                                                          | Gus Lawson, l'entraineur de Paul Guignard, perd le contrôle de sa moto lorsque son pneu arrière explose. Emil Meinhold, l'entraineur de Scheuermann, percute les deux hommes à 80 km/h. Scheuermann et Lawson sont tous les deux tués instantanément, alors que Meinhold, grièvement blessé, est annoncé mort dans les journaux de l'époque, par erreur.           |
| Fritz Theile               | 4 juin 1911       | Chute                                               | Grand Prix de la Pentecôte sur la piste de Zehlendorf                                           | En tête derrière l'entraineur hollandais Adolphe Thormann, il fait une chute à plus de 80 km/h à la suite d'une perte de contrôle dû à une crevaison. L'entraîneur du coureur suivant, le français Jules Miquel, le percute alors qu'il se relève. Il est tué sur le coup.                                                                                         |
| Karel Verbist              | 21 juillet 1909   | Collision avec une moto                             | Dernier tour de course sur la piste du Karreveld à Bruxelles                                    | Il entre en collision avec la moto de son entraineur Constant Ceurreman et meurt immédiatement. |
| Willy Schmitter            | 18 septembre 1905 | Chute                                               | Championnats d'Europe de cyclisme sur piste à Leipzig                                           | Sa chute est provoquée par l'éclatement de son pneu avant. Il est renversé par l'entraineur d'Henri Contenet. Il a de nombreux os brisés et une fracture du crâne. Il meurt plus tard dans la nuit. |
| Charles Albert Brécy       | 25 novembre 1904  | Chute                                               | Tentative de record du monde de l'heure au Parc des Princes                                     | La fourche de la moto pilotée par l'entraîneur de Jean Bertin se brise. Il meurt des suites de ses blessures 11 jours plus tard, à l'hôpital Boucicaut. |
| George Leander             | 23 aout 1904      | Chute                                               | Parc des Princes                                                                                | Il meurt d'une hémorragie cérébrale. |
| Karl Käser                 | 16 aout 1904      | Chute                                               | Demi-finales du Grand Prix de Plauen de demi-fond                                               | Il aurait touché avec sa roue avant la moto de son frère Joseph qui l’entraînait. Selon d’autres versions, c’est l’éclatement d’un pneu qui aurait entraîné sa chute. Il utilisait un pneu de 24 pouces sur une roue de 22 pouces. Quelques instants avant son accident mortel, il venait de retirer son casque.                                                   |
| Paul Dangla                | 18 juin 1904      | Chute                                               | Piste de Magdebourg                                                                             | Il meurt des suites de graves blessures à la tête et aux jambes. |
| Alfred Görnemann           | 11 octobre 1903   | Chute                                               | 22e kilomètre de la course des 100 kilomètres au Sportplatz de Dresde                           | Il dérape en tentant de dépasser Thaddäus Robl et entre en collision avec la moto de son entraîneur. Il chute la tête la première contre les balustrades. Il meurt dans la nuit à l'hôpital des suites d'une lésion de la colonne vertébrale et d'une fracture du crâne.                                                                                           |
| Harry Elkes                | 30 mai 1903       | Accident                                            | Course des 20 miles, piste Charles River à Cambridge (Massachusetts).                           | Alors qu'il est en tête et qu'il mène avec plusieurs tours d'avance sur ses adversaires Robert Walthour, Will Stinson et Jimmy Moran, sa chaîne se brise et se prend dans les rayons de sa roue arrière, le projetant en l'air. Lorsqu'il retombe sur la piste, la moto de l'entraîneur Gateley l'écrase, sa tête est blessée par le berceau du moteur de l'engin. |
| Charles Kerff (en)         | 19 mai 1902       | inconnu                                             | Marseille-Paris                                                                                 | Il est retrouvé mort sans que l’on puisse préciser les circonstances et les causes de sa mort. |
| Archie McEachern (en)      | 13 mai 1902       | Accident                                            | Course d'entraînement avant l'ouverture officielle du vélodrome d'Atlantic City                 | La course est rythmée par une moto tandem, conduite par ses deux entraîneurs Bobby Thompson et Alfred Boake. Roulant près du véhicule, McEachern est mortellement blessé lorsque la chaîne d'entraînement du vélo se casse. Il meurt en quelques minutes. |
| Johnny Nelson              | 6 septembre 1901  | Collision avec un véhicule                          | Course de 15 milles au Madison Square Garden                                                    | Deux milles après le début de la course, un pneu du tandem de son entraineur Jimmy Michael explose. Nelson entre ensuite en collision avec les véhicules de son entraineur et de l'entraineur de Michael. La jambe de Nelson est gravement lacérée dans l'accident et il subit une perte de sang massive. Il meurt deux jours plus tard au Bellevue Hospital.      |